# 김경아 (음악가)
김경아(본명: 김금희, 1954년 7월 14일 ~)는 대한민국의 여자 가수이자 릴리 시스터즈 멤버이다. 언니 김성아랑은 일란성 쌍둥이이다.

## 기타
- cf 럭키 치약
- 1970년 방송 MBC 'OB 그랜드 쇼'
- 1974년 발매앨범 사랑하더니

## 노래
- 1979년 《짝사랑》
- 1979년 《당신과 나》
- 1979년 《당신은 제비처럼》
- 1979년 《귀뚜라미》
- 1979년 《사랑이란 무엇이길래》
- 1979년 《사뿐사뿐》
- 1979년 《낙시터의 즐거움》
- 1970년 《짝사랑》
- 2008년 《생각》
- 2008년 《그사람은 이름은 잊었지만》
- 2008년 《허무한 행복》
- 2008년 《그대여》
- 2008년 《눈이 내린다》
- 2008년 《바닷가》
- 2008년 《말좀해줘요》
- 2008년 《못잊어요》
- 2008년 《새노야》
- 2008년 《사랑은 떠나도》

## 학력
- 문산중학교 (졸업)
- 안양영화예술고등학교 연극영화과 (졸업)